# D 905 (Türkei)
Die Straße D 905 (Devlet yolu 905) ist eine 59 km lange Straße in der Türkei.

## Verlauf
Die Straße zweigt in Viranşehir nach Südosten von der West6-Ost-Achse der D 400 (Europastraße 90) ab und führt weitgehend geradlinig nach Ceylanpınar, das an der türkisch-syrischen Grenze gegenüber dem syrischen Raʾs al-ʿAin liegt. Ein Grenzübertritt ist hier nicht möglich.